# Rachel Legrain-Trapani
Pour les articles homonymes, voir Legrain et Trapani (homonymie).
Rachel Legrain-Trapani, née le 31 août 1988 à Saint-Saulve (Nord), est une reine de beauté, comédienne et animatrice de télévision française. Elle a été élue Miss Picardie 2006 puis Miss France 2007. Elle est la 77e Miss France.

## Biographie

### Origines et enfance
Rachel Legrain-Trapani est née le 31 août 1988 à Saint-Saulve,. Elle est d'origine italienne par ses deux parents. Elle a vécu ses dix premières années près de Valenciennes dans le Nord, précisément à Condé-sur-l'Escaut avant de partir vivre dans l'Aisne à Saint-Quentin,. Après le divorce de ses parents, elle est élevée par sa mère Silvana, secrétaire, et par son beau-père, qui est gendarme. Elle a deux demi-frères, Melvin et Ruben.

### Études et parcours sportif
Elle pratique l'athlétisme depuis l'âge de 9 ans.
Après avoir obtenu son baccalauréat littéraire avec mention bien, elle entre en hypokhâgne au lycée Henri-Martin à Saint-Quentin,.
Après la remise de son titre de Miss France, elle suit, dès 2008, des cours de théâtre au Studio Müller pendant un an.
Elle intègre ensuite, en septembre 2010, l'école Studio Pygmalion Paris pendant un an.
En 2016 et 2017, elle reprend ses études et obtient une licence de droit, économie, gestion mention management et gestion des organisations.
Elle obtient ce diplôme en alternance avec son intégration en tant que chargée de projet événementiel pour l'agence ProdJekt Event. Elle reprend son activité d'animatrice de télévision  une fois son diplôme en poche.

### Concours de beauté
Le 22 avril 2006, elle est élue à 17 ans, Miss Pays du Ribemontois à Ribemont. Quelques mois plus tard le 21 octobre 2006, elle est élue Miss Aisne à Hirson à l'âge de 18 ans, puis obtient le titre de Miss Picardie 2006 le 5 novembre 2006 à Saint-Quentin, titre qui la qualifie pour participer à l'élection de Miss France 2007,.

## Miss France 2007

### Élection de Miss France
Âgée de 18 ans, et mesurant 1,72 m, Rachel Legrain-Trapani représente la Picardie  lors de l'élection de Miss France 2007 le 9 décembre 2006 au Futuroscope, à Poitiers et retransmise en direct sur TF1. Face à 36 Miss régionales, elle est élue Miss France par les téléspectateurs et un jury présidé par le chanteur Michel Sardou et l'humoriste Muriel Robin. Elle est la quatrième Miss Picardie élue Miss France et succède à Alexandra Rosenfeld, Miss France 2006.
Le classement à l'issue de la soirée, outre sa victoire, est :
- première dauphine : Sophie Vouzelaud, dix-neuf ans, Miss Limousin ;
- deuxième dauphine : Raïssa Boyer, dix-neuf ans, Miss Réunion ;
- troisième dauphine : Krystel Norden, vingt-quatre ans, Miss Paris ;
- quatrième dauphine : Lyse Ruchat, vingt ans, Miss Aquitaine ;
- cinquième dauphine : Elodie Robert, Miss Côte d'Azur ;
- sixième dauphine : Stéphanie Wawrzyniak, Miss Alsace.

### Année de Miss France

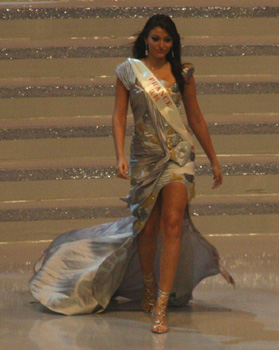
Rachel Legrain-Trapani au concours Miss Monde 2007.

#### Concours internationaux
Le 28 mai 2007, Rachel Legrain-Trapani représente la France au concours Miss Univers qui se déroule au National Auditorium à Mexico (Mexique).
En juin 2007, Rachel propose à sa première dauphine, Sophie Vouzelaud, de représenter la France à sa place au concours Miss Monde, à Sanya en Chine, le 1er décembre 2007. Sophie Vouzelaud étant sourde, Rachel Legrain-Trapani affirme que cela « pourrait réveiller les consciences et aider à lutter contre le handicap ». Le comité Miss Monde refuse néanmoins la participation de Sophie Vouzelaud à l'élection, estimant que seule la Miss France en titre devait concourir, sauf s'il est indiqué lors de l'élection nationale qu'une dauphine représenterait le pays. Rachel Legrain-Trapani participe donc à l'élection. Quant à Sophie Vouzelaud, elle a tout de même représenté la France au concours Miss International en octobre à Tokyo au Japon, mais ne sera pas classée[source secondaire souhaitée].

#### Engagement associatif
En octobre 2007, alors qu'elle porte toujours l'écharpe de Miss France, elle participe sur l'initiative de Sylvie Tellier au projet Calendrier 2008 des Miss France, réalisé par Peter Lindbergh en faveur de l'association Ela parrainée par Zinédine Zidane.

## L'après Miss France

### Remise de son titre
Son mandat de Miss France s'achève le 8 décembre 2007 à l'occasion de l'élection de Miss France 2008 à Dunkerque où elle transmet sa couronne à Valérie Bègue, Miss Réunion élue Miss France.

### Animatrice à la télévision
En 2007 et 2008, Rachel débute, avant la fin de son aventure Miss France, une carrière d'animatrice de télévision. En effet, dès le mois de septembre 2007, elle devient présentatrice de sa propre émission Play Hit, classement des jeux vidéo sur la chaîne Game One, diffusée trois fois par jour,.
Début 2008, elle intègre en parallèle, la bande du 6-9 avec Bruno Guillon, où elle tient une chronique dans Faites entrer l'invité sur la chaîne NRJ 12, produite par Dominique Farrugia.
En février 2009, elle coprésente Sexy Staff avec Laurent Ournac sur NRJ 12.
En 2009, chez Game One, elle  passe d'une émission en studio à sa propre émission de reportages en extérieur, G1 truc à dire,, une quotidienne diffusée deux fois par jour. La même année, elle anime une rubrique sportive presse et internet Coach en duo pour L'Équipe (le magazine).
Elle devient également chroniqueuse dans le journal hebdomadaire La grande Édition sur la chaîne L'Équipe[source secondaire souhaitée].
De septembre 2017 à août 2018, elle présente l'émission tri-quotidienne Rachel & vous, sur la chaîne Wéo où elle met en avant la culture de sa région, le Nord, et surtout des personnes acteurs de la vie de cette dernière. Elle tourne également quelques Région en fête sur la même chaîne.
Depuis septembre 2018, elle anime La Story de Rachel sur Wéo où elle décrypte les nouvelles tendances de consommation ou de vie quotidienne et fait découvrir les innovations de toutes sortes de la région Nord,.
Elle est également chroniqueuse dans l'équipe de TPMP People, présenté par Matthieu Delormeau chaque vendredi, sur C8 de décembre 2018 à juin 2020.
Depuis septembre 2020, elle est chroniqueuse dans TPMP ouvert à tous présenté par Benjamin Castaldi sur C8.

### Théâtre et comédie
En 2011, elle tient le rôle principal dans le court-métrage Quinte Flush[source insuffisante] de Karim Hachemi avec Jo Prestia.
En 2011, elle joue un petit rôle dans le court métrage OUBLI de Claire Desplat et Cédric Malzieu, aux côtés notamment de Jérôme Le Banner[source insuffisante].
En 2011, elle tient le second rôle dans le clip vidéo de la chanson Je cours de Dave Dario[source secondaire souhaitée].
En décembre 2016, elle apparaît sur la chaine YouTube Wooshes dans la mini série web humoristique En Fait : Mon ex est Miss France (saison 1, épisode 6)[source secondaire souhaitée] de et avec Vincent Scalera et Léa Camilleri, diffusée ensuite sur NRJ12. En décembre 2017, elle joue dans l'épisode Léa VS Rachel[source secondaire souhaitée] de cette même web série.
[source secondaire souhaitée] de la web série Paye ta Def de Jamal et Morgan Djian.

### Ambassadrice
Elle enchaîne des campagnes de publicité, bijouterie Garel, horlogerie italienne Haurex, esthétique Epiloderm[source secondaire souhaitée].
De 2008 à 2011, elle est également l'égérie de Vitality's Farmen, marque italienne de cosmétique et produits capillaires.
Elle signe également de nombreux partenariats avec Club Med Gym, Hippodromes du Cheval Français, Saint-Algue, Nike, Jean-Claude Jitrois, Nicolas Fafiotte, Christophe Guillarmé, Furla maroquinerie, etc.
En mai 2017, elle est égérie Dessange pour le festival de Cannes, est en partenariat avec Peugeot, groupe Abcis en décembre 2017.
En 2017-2018, elle est l'égérie de Pigier Création, collection coiffure Audace 2017-2018.
En 2018, elle est l'égérie pour la boutique Le Buzz, sneakershop à Lille, ainsi que pour la marque de maroquinerie Edisac.

### Participations et apparitions télévisées
Elle participe régulièrement au jeu télévisé Fort Boyard  sur France 2[source secondaire souhaitée] : en 2007 au profit de l'association Le sourire de Lucie ; en 2008 au profit de l'association Ela ; et en 2015 en faveur de la Fondation AVEC, qui lutte contre le cancer.
Le 6 décembre 2008, elle fait partie du jury de l'élection de Miss France 2009 retransmise en direct sur TF1 depuis le carrousel du Puy du Fou.
En juillet 2009, elle participe, en tant que fausse candidate à la troisième saison de l'émission de téléréalité Secret Story sur TF1. Pour conserver son statut de célébrité secret, elle doit subir un relooking avant d'intégrer le jeu. Elle entre dans la « maison des secrets » le même soir que les autres candidats. Dès le départ, il est convenu que la jeune femme quitte le jeu au bout de 48 heures. À priori reconnue dès son arrivée par certains participants, elle est déstabilisée et se présente en donnant son vrai prénom (Rachel) à plusieurs candidats à la place de celui donné par la production (« Rosa »)[source secondaire souhaitée]. Si son secret n'avait pas été découvert au bout de 48 heures, l'intéressée aurait alors divulgué sa véritable identité.
En 2009, elle participe au jeu Attention à la marche ! présenté par Jean-Luc Reichmann[pertinence contestée].
Le 8 décembre 2012, elle apparaît lors du défilé final de l’élection de Miss France 2013 se déroulant à Limoges et retransmise en direct sur TF1.
Le 18 février 2013, elle participe à l'émission Top Chef sur M6 avec deux autres Miss France Lætitia Bléger et Chloé Mortaud[pertinence contestée]. Les candidats leur préparent des plats qu'elles doivent juger ensuite.
En septembre 2015, sur D8, elle participe avec d'autres anciennes Miss France, dauphines et la Miss France en titre au jeu À prendre ou à laisser présenté par Julien Courbet[pertinence contestée].
En juin 2018, elle interprète la chanson Mademoiselle from Armentières[source secondaire souhaitée] de Line Renaud pour l'album Les gens du Nord, hommage aux gens du Nord (album enregistré avec les anciennes Miss France Élodie Gossuin, Camille Cerf, Iris Mittenaere et la Miss France en titre Maëva Coucke. En juillet de la même année, elle chante dans l'émission Bon anniversaire Line présentée par Stéphane Bern sur France 2 et qui rend hommage à Line Renaud pour ses 90 ans[pertinence contestée].
Elle participe au jeu Les People passent le bac spécial Miss France sur NRJ 12[pertinence contestée].
Elle participe, avec Titoff, au docu-fiction Promis c'est la dernière[source secondaire souhaitée] dans lequel des Français prennent le pari d'arrêter de fumer. Le programme est diffusé sur TF1 en octobre et novembre 2018.
En 2022, elle est candidate, avec son compagnon Valentin Léonard, dans Pékin Express : Duos de choc sur M6 (saison spéciale célébrités).

### Création d'un blog
En mars 2019, elle lance son blog[source secondaire souhaitée]. Elle partage ses astuces, conseils beautés, bons plans et son expérience de mère entrepreneuse.

## Vie privée
Entre octobre 2007 et juillet 2009, Rachel Legrain-Trapani entretient une relation avec l'athlète français Ladji Doucouré[source secondaire souhaitée], champion du monde du 110 mètres haies et du relais 4 × 100 mètres.
Elle se marie au footballeur français Aurélien Capoue à l'abbaye de Saint-Florent-le-Vieil (Maine-et-Loire) le 8 juin 2013. Quelques jours après son mariage, elle révèle qu'elle est enceinte de son premier enfant, qui naît le 23 décembre 2013, un garçon. En 2016, ils mettent fin à leur relation et se partagent la garde de leur fils.
En mai 2018, elle officialise sa relation avec le footballeur international français Benjamin Pavard. Ils se séparent en février 2019.
Début décembre 2018, elle confie connaître des difficultés financières et familiales et apporte son soutien au mouvement des Gilets jaunes sur son compte Instagram,.
En août 2019, elle officialise sa relation avec un mannequin et ex-candidat de télé-réalité, Valentin Léonard. Le 10 janvier 2020, elle annonce sur Instagram être enceinte de son deuxième enfant. Celui-ci naît le 7 juillet 2020, un garçon. Ils se sont fiancés le 31 décembre 2023. Ils se marient le 14 juin 2024.

## Palmarès
- Miss Pays du Ribemontois 2006, élue le 22 avril 2006 à Ribemont.
- Miss Aisne 2006, élue le 21 octobre 2006 à Hirson.
- Miss Picardie 2006, élue le 5 novembre 2006, à Saint-Quentin.
- Miss France 2007, élue le 9 décembre 2006, à Poitiers.